# Sentinel-6
Die Sentinel-6-Mission, auch Jason-Continuity of Service-Mission (Jason-CS) genannt, ist eine gemeinsam von der NASA, der Europäischen Weltraumorganisation (ESA), der Europäischen Organisation zur Nutzung meteorologischer Satelliten (EUMETSAT) und der National Oceanic and Atmospheric Administration (NOAA) entwickelte und betriebene Satelliten-Mission. Sentinel-6 besteht aus zwei identischen Satelliten.
Sentinel-6 ist Teil des Copernicus-Programms der EU zur Erdbeobachtung und wurde von Airbus Defence and Space als Hauptauftragnehmer in Friedrichshafen am Bodensee gebaut. Die beiden Satelliten sollen mit Hilfe von Satellitenaltimetrie den Anstieg des Meeresspiegels messen und relevante Daten für Klimastudien sammeln. Das Hauptinstrument ist das Poseidon-4 Doppelfrequenz (C-band and Ku-band) Radar-Altimeter. Damit ist es möglich, die Meereshöhe, die durchschnittliche Wellenhöhe und die Windgeschwindigkeit zu messen. Das Gerät kann außerdem den Wassergehalt in der Atmosphäre ermitteln und diesen Faktor in die Berechnungen miteinbeziehen. Mit an Bord ist dafür ein fortgeschrittener Mikrowellen-Radiometer, der von NASA bereitgestellt wurde.

## Sentinel 6A
Sentinel-6A wurde nach dem ehemaligen NASA-Direktor der Abteilung für Erdbeobachtung Michael Freilich benannt. Der Satellit wurde am 21. November 2020 auf einer Falcon 9 von der Vandenberg Air Force Base in Kalifornien, USA gestartet. Der Booster der Rakete landete anschließend auf einer Landezone in der Nähe der Startrampe.

## Sentinel 6B
Senitel 6B ist vom gleichen Hersteller und baugleich zu Sentinel 6A. Es wurde von Anfang an geplant, den zweiten Satelliten fünf Jahre später zu starten. Sentinel-6B wurde Anfang 2025 aus der Einlagerung geholt und bei der IABG in Ottobrunn getestet. In Bremen wurde der Satellit in einem klimatisierten Container auf die Industrial Dolphin verladen und von dort nach Galveston, Texas verschifft. Von dort wird der Container auf dem Landweg zur Vandenberg Space Force Base transportiert, wo der Start stattfinden soll.
Der Start von Sentinel 6B ist für November 2025 geplant.
Nach dem Start soll Sentinel 6B für ein Jahr auf einer Bahn direkt hinter Sentinel 6 herfliegen. Auf diese Weise können die Instrumente kalibriert werden und garantiert werden, dass beide Satelliten vergleichbare Messwerte liefern.